# Amport
Amport – wieś w Anglii, w hrabstwie Hampshire, w dystrykcie Test Valley. Leży 20 km na północny zachód od miasta Winchester i 107 km na zachód od Londynu.